# Hannes Grassegger
Hannes Grassegger (* 1980) ist ein Schweizer Journalist und Ökonom. Er war bis 2023 investigativer Reporter für Das Magazin des Tages-Anzeigers und lebt in Zürich.

## Leben
Er hat einen Bachelorabschluss in Wirtschaftswissenschaften von der Humboldt-Universität zu Berlin und einen Masterabschluss von der Universität Zürich.
Mitglied des Global Future Council des WEF und Swiss Scholar am Woodrow Wilson Center in Washington DC.

## Auszeichnungen
- 2018: Gerald Loeb Award for Beat Reporting für ProPublica[3]
- 2018: Schweizer Medienpreis für Finanzjournalisten[4]
- 2018: Wächterpreis der deutschen Tagespresse (zusammen mit Till Krause) für Süddeutsche Zeitung Magazin
- 2016: Zürcher Journalistenpreis (zusammen mit Federico Franchini und Daniel Puntas Bernet)[5]

## Publikationen

### Bücher
- Das Kapital bin Ich: Schluss mit der digitalen Leibeigenschaft Kein & Aber Verlag, Berlin/Zürich, 2014, ISBN 978-3-0369-5698-5

### Artikel (Auswahl)
- Autor: Hannes Grassegger. Artikelverzeichnis von Hannes Grassegger beim Tages-Anzeiger
- Autor: Hannes Grassegger. Artikelverzeichnis von Hannes Grassegger bei Reportagen